# Постгендеризм
Постгендери́зм — общественное, политическое и культурное движение, приверженцы которого выступают за добровольное устранение гендера у человеческого вида путём, прежде всего, снижения роли гендерных стереотипов, но также и посредством применения передовых биотехнологий и вспомогательных репродуктивных технологий.
Сторонники постгендеризма считают, что существование гендерных ролей, социальной стратификации, а также когнитивных и физических различий в целом оказывает негативное влияние на жизнь отдельных людей. Постгендеристы полагают, что с развитием вспомогательных репродуктивных технологий необходимость половых сношений в целях размножения отпадёт, или же все постгендерные люди будут иметь возможность как вынашивать и рожать детей, так и быть их «отцами», что, по мнению постгендеристов, приведёт к исчезновению полов в таком обществе.
Постгендеризм предусматривает социальное устройство в котором не будет различий между мужчинами и женщинами, все люди будут равны и похожи друг на друга, при этом будут безгендерный секс, безгендерная семья, безгендерная профессиональная организация и т.д.

## Культурные предпосылки
Постгендеризм как культурное явление берёт своё начало в феминизме, маскулизме, а также в андрогинном, метросексуальном, техносексуальном и трансгендерном движениях. Также, под влиянием трансгуманистической философии постгендеристы начали рассматривать возможность реальных морфологических изменений в организме человека и размножения в условиях постгендерного общества будущего. В этом смысле постгендеризм является ответвлением трансгуманизма, постгуманизма и футуризма.
В XIX веке идею о том, что «люди будут счастливы, когда ни мужчин, ни женщин, не останется на свете» высказал русский философ Николай Чернышевский.
Одним из первых произведений, содержащих идеи постгендеризма, была книга Суламифи Файрстоун «Диалектика пола» (англ. The Dialectic of Sex). В ней говорится:

…Конечной целью феминистской революции, в отличие от первой волны феминистского движения, должно стать устранение не только мужских привилегий, но и самого разделения на полы: генитальные различия между людьми больше не будут иметь культурного значения. (Возврат к свободной пансексуальности — «полиморфной перверсии» Фрейда, — вероятно, придёт на смену гетеро-, гомо- и бисексуальности.) Продолжение рода, осуществляемое одним полом ради блага обеих, будет заменено искусственным размножением (по крайней мере, в качестве альтернативного варианта): оба пола будут иметь равные возможности для рождения детей, или, иными словами, ни один из них не будет зависеть от другого; зависимость ребёнка от матери (и наоборот) уступит место значительно менее продолжительной зависимости от небольшой группы людей вообще, и в остальном любая разница в физической силе по сравнению со взрослыми будет компенсироваться культурой.
Оригинальный текст (англ.)[The] end goal of feminist revolution must be, unlike that of the first feminist movement, not just the elimination of male privilege but of the sex distinction itself: genital differences between human beings would no longer matter culturally. (A reversion to an unobstructed pansexuality—Freud's "polymorphous perversity"—would probably supersede hetero/homo/bi-sexuality.) The reproduction of the species by one sex for the benefit of both would be replaced by (at least the option of) artificial reproduction: children would born to both sexes equally, or independently of either, however one chooses to look at it; the dependence of the child on the mother (and vice versa) would give way to a greatly shortened dependence on a small group of others in general, and any remaining inferiority to adults in physical strength would be compensated for culturally.
— Суламифь Файрстоун. «Диалектика пола»
В 1980-е годы влиятельная социалистка-феминистка Элисон Джаггер развила идею Файрстоун о репродуктивной технологии, несущей свободу:

…Следует помнить, что окончательная трансформация человеческой природы, к которой стремятся социалистки-феминистки, выходит за рамки либеральной концепции психологической андрогинности и подразумевает возможность трансформации «физических» возможностей человека, некоторые из которых до сих пор считались биологически присущими только одному полу. Эта трансформация может даже включать в себя способности к оплодотворению, кормлению грудью и беременности, и таким образом, например, одна женщина сможет оплодотворить другую, мужчины и не рожавшие женщины смогут вырабатывать молоко и оплодотворённую яйцеклетку можно будет пересадить в тело женщины или даже мужчины.
Оригинальный текст (англ.)[W]e must remember that the ultimate transformation of human nature at which socialist feminists aim goes beyond the liberal conception of psychological androgyny to a possible transformation of 'physical' human capacities, some of which, until now, have been seen as biologically limited to one sex. This transformation might even include the capacities for insemination, for lactation and gestation so that, for instance, one woman could inseminate another, so that men and nonparturitive women could lactate and so that fertilized ova could be transplanted into women's or even into men's bodies.
— Элисон Джаггер. «Феминистская политика и человеческая природа»
Другой значительной и влиятельной работой в этой области стало эссе социалистки-феминистки Донны Харауэй «Манифест киборгов». Высказывания Харауэй в этой работе можно интерпретировать как утверждение о том, что женщины смогут обрести подлинную свободу только тогда, когда станут постбиологическими или постгендерными организмами. Тем не менее, Харауэй публично заявила, что использованный ею термин «постгендер» был истолкован в высшей степени неверно.

## Типы постгендеризма
Не все постгендеристы являются сторонниками андрогинности, хотя большинство из них считает «смешение» мужских и женских черт желательным, что в сущности предполагает создание андрогинных индивидов, объединяющих в себе лучшие черты мужского и женского пола в плане физических и психологических способностей и наклонностей. Определение конкретного набора желаемых качеств является предметом острых дискуссий и предположений.
Постгендеризм рассматривает не только биологический пол или связанные с ним характеристики. Он сосредоточен на идее упразднения или преодоления гендерных идентичностей. В традиционной гендерной концепции люди могут быть либо мужчинами, либо женщинами (вне зависимости от их половых органов), но в постгендеризме они не являются ни мужчинами, ни женщинами, ни носителями каких-либо других предполагаемых гендерных ролей. Таким образом, индивид в обществе не сводится к гендерной роли, а является просто представителем человеческого рода, которого характеризуют (если в этом вообще есть необходимость) лишь его собственные поступки.
В идеологии транс-эксклюзивного радикального феминизма уничтожение гендера подразумевает уничтожение трансгендерных идентичностей вместе с ним, при этом сами трансгендерные люди рассматриваются как люди, не отрефлексировавшие гендерные стереотипы. Вместе с тем трансгендерные люди придерживаются различных взглядов на идею уничтожения гендера.

## Технологии будущего
В отношении гипотетических вспомогательных репродуктивных технологий существует мнение, что размножение может выйти за рамки существующих методов, то есть полового акта и экстракорпорального оплодотворения. Достижения, такие как клонирование человека, партеногенез и искусственные утробы, могут значительно расширить возможности человеческого размножения.
Возможные преимущества и недостатки внеутробной беременности являются предметом дискуссий. Достижения в области пересадки ядра из соматических клеток в оплодотворённые яйцеклетки и использования соматических клеток в качестве искусственной спермы и яйцеклеток для создания эмбрионов позволяют сделать предположение, что в будущем однополые пары смогут комбинировать гермоплазму для зачатия биологических детей, что люди смогут клонировать себя и что три и более родителей смогут предоставлять гермоплазму для зачатия ребёнка.
Многие полагают, что постчеловеческое пространство будет больше виртуальным, чем реальным. Люди смогут существовать в виде загруженных сознаний, представляющих собой наборы данных в суперкомпьютерах, или быть пользователями виртуальных реальностей с полным погружением. Постгендеристы утверждают, что эти типы существования не являются гендерно-специфичными, и, таким образом, позволяют людям при желании изменять свой виртуальный облик и сексуальную роль.

## Сексуальность
Постгендеристы придерживаются мнения, что существование безгендерного общества не означает отсутствия у его представителей интереса к сексу и сексуальности. Предполагается, что сексуальные отношения и межличностная близость могут и будут существовать в постгендерном будущем, но эти процессы могут принять другие формы. Тем не менее, физическая сторона секса и сексуальность непосредственно не относятся к кругу вопросов, рассматриваемых в рамках постгендеризма.

## Критика
Трансфеминистка Джулия Серано подвергает критике идею «конца гендера», указывая на её негативное влияние на трансгендерных людей, которые с одной стороны берутся на вооружение как «подрывающие гендерную систему», а с другой стороны, регулярно обвиняются в укреплении гендерных стереотипов. По её мнению, феминизм должен бороться за «конец сексизма», а не за «конец гендера». При этом Серано ставит под вопрос, что следует считать концом гендера и как именно должно было бы выглядеть общество без гендера. Она задаёт вопрос — «кто будет решать, что есть гендер, а что нет?».